# Emily de Jongh-Elhage
Emily Saïdy de Jongh-Elhage (7 december 1946) is een Curaçaos voormalig politica. Ze was de minister-president van de Nederlandse Antillen, van 26 maart 2006 tot 10 oktober 2010. Ze was tevens sinds 2005 de voorvrouw van de politieke partij Partido Antiá Restrukturá (PAR, Partij voor de Geherstructureerde Antillen). In 2023 werd zij benoemd tot minister van staat van Curaçao.

## Leven en werk
De Jong-Elhage was oorspronkelijk leraar, en vanaf 1982 beheerder van onroerend goed. Als lid van de christendemocratische PAR werd ze gekozen in de Eilandsraad van Curaçao. Ze maakte deel uit van het Bestuurscollege van het eiland als gedelegeerde voor Openbare Werken en Volkshuisvesting. In 1998 trad ze toe tot het Antilliaanse kabinet van Etienne Ys als minister van onderwijs.
Haar partij behaalde begin 2006 vrij onverwacht de overwinning bij de Antilliaanse Statenverkiezingen.
De Jongh-Elhage stond aan het hoofd van de kabinetten de Jongh-Elhage I en II en is de geschiedenis ingegaan als de laatste premier van de Nederlandse Antillen. Op 15 december 2008 werd een intentieverklaring ondertekend door alle eilanden en de Nederlandse regering, om het Statuut voor het Koninkrijk der Nederlanden te wijzigen.
De Nederlandse Antillen werden op 10 oktober 2010 als land ontbonden, met twee nieuwe landen (Curaçao en Sint Maarten) die evenals Nederland en Aruba deel uitmaken van het Koninkrijk der Nederlanden.
Op 24 januari 2010 werden, tegen de zin van De Jongh-Elhage, nog verkiezingen gehouden voor de Antilliaanse Staten. De PAR behaalde daarbij 6 zetels. Parlementsvoorzitter Pedro Atacho vormde een nieuw kabinet van 6 partijen, weer onder leiding van De Jongh-Elhage.
Emily de Jongh-Elhage trad op 1 januari 2013 af als leider van de PAR en trok zich per die datum tevens terug als Curaçaos parlementslid. In 2019 stapte ze uit de partij.
De Jongh-Elhage is van Libanese afkomst en is lid van de Rooms-Katholieke Kerk.
Moises Frumencio da Costa Gomez · 
Efraïn Jonckheer · 
Ciro Kroon ·
Gerald Sprockel ·
Ernesto Petronia ·
Ronchi Isa ·
Otto Beaujon · 
Juancho Evertsz · 
Lucina da Costa Gomez-Matheeuws ·
Boy Rozendal ·
Miguel Pourier · 
Don Martina ·
Maria Liberia-Peters · 
Suzy Camelia-Römer ·
Alejandro Felippe Paula · 
Etienne Ys ·
Ben Komproe ·
Mirna Louisa-Godett ·
Emily de Jongh-Elhage